# Biskop av Bukoba

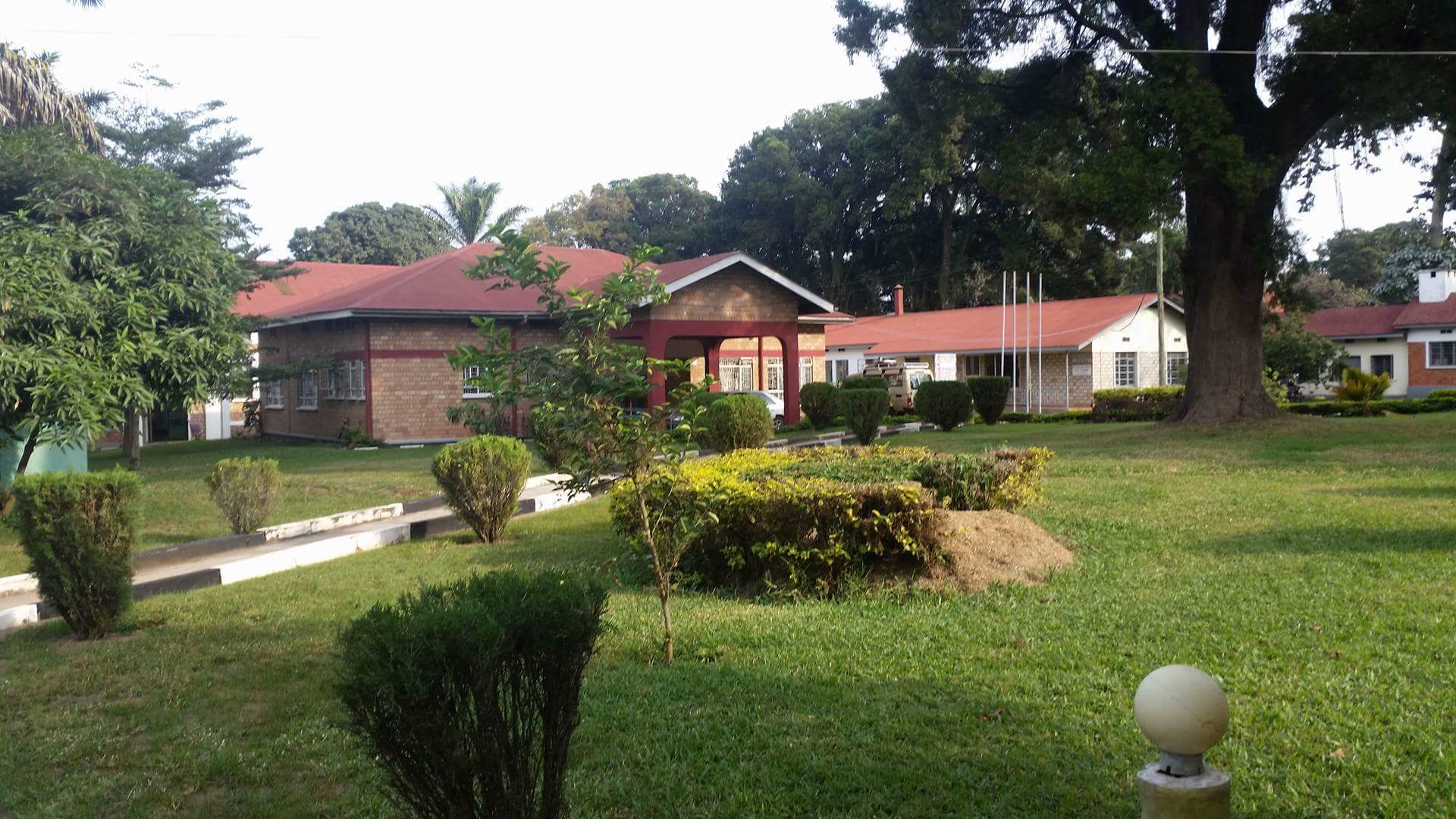
Huvudsäte för det nordvästra stiftet inom Evangelisk-lutherska kyrkan i Tanzania.

Biskop av Bukoba är titeln på biskopen i det nordvästra stiftet inom Evangelisk-lutherska kyrkan i Tanzania (ELCT). 

## Historik
I dåvarande Tanganyika (nuvarande Tanzania) fanns tysk luthersk mission sedan 1880-talet. Då de tyska missionärerna internerades eller sändes hem under Andra världskriget fick den amerikanska Augustanasynoden av landets regering ansvaret för de före detta tyska missionsfälten, omfattande cirka 115 000 kristna. Då detta översteg vad Augustanasynoden förmådde vände dess ledning sig till Svenska kyrkans mission med begäran om hjälp. 
År 1941 beslöt Svenska kyrkans missionsstyrelse att ställa sig till förfogande och sända missionärer. Man fick ansvaret för Bethelmissionens fält i Bukoba och dess arbete bland hayafolket. Skolor, sjukhus och seminarier etablerades.
Missionen resulterade i att den så kallade Hayakyrkan grundades, vilken 1961 fick ledning av en biskop med titeln biskop av Bukoba. Den svenske missionären, professor Bengt Sundkler blev kyrkans förste biskop. 
Hayakyrkan har senare gått upp som det Nordvästra stiftet ("Ekvatorstiftet") i den evangelisk-lutherska kyrkan i Tanzania. Runt 1950 hade man 23 missionärer.

## Verksamhet
Verksamheten är inriktad på församlingsarbete, skolor, sjukvård och sjukhus och socialt arbete. Stiftets förvaltningsscentrum finns i staden Bukoba.

## Biskopar av Bukoba
- Bengt Sundkler, 1961-1964[1]
- Josiah Kibira, 1964-1984, avliden 1988[1]
- Samson Mushemba, 1984-2000, avliden 2020[1]
- Elisa Buberwa, 2000-2015[1]
- Abednego Keshomshahara, 2015-innehar ämbetet[1]